# Maranta leuconeura
La Maranta leuconeura É.Morren, conosciuta anche come pianta della preghiera, è una pianta appartenente alla famiglia delle Marantaceae, endemica delle zone tropicali americane.

## Descrizione
L'epiteto specifico leuconeura significa venato di bianco e si riferisce alle foglie, il cui comportamento, tipico esempio di ritmo circadiano, è quello di essere distese durante il giorno e di assumere una posizione eretta nelle ore buie da cui prende il nome comune, con cui è maggiormente nota, di pianta della preghiera. 

Maranta leuconeura var. erythroneura, time-lapse che riprende la pianta della preghiera assumere gradualmente la posizione notturna

In genere cresce fino a 30-38 cm sia in altezza che in larghezza. Durante la stagione di crescita, tra la primavera e l'estate, compaiono dei piccoli fiori bianchi anche se questo lo si osserva raramente nelle piante d'appartamento. Sulle foglie larghe della pianta (lunghe fino a 5 cm), generalmente ovali, bicolori e verdastre, sono presenti macchie su entrambi i lati e il loro colore, verde, marrone o grigio scuro, cambia a seconda della varietà. Il colore della parte inferiore delle foglie può essere anche rosso porpora, come nella var. erythroneura. Le radici sono poco profonde.

## Coltivazione
La Maranta leuconeura è una pianta da appartamento che richiede una temperatura compresa tra i 15 e i 27 °C. Essendo una pianta originaria delle foreste pluviali, la Maranta preferisce la luce solare indiretta brillante, un'elevata umidità e un terreno ben drenato con un alto contenuto di humus. La luce solare diretta, quindi, dovrebbe essere evitata, così come l'acqua stagnante.
Ne esistono numerose cultivar.

### Varietà
Le seguenti varietà presenti in natura (distinguibili da cultivar selezionate artificialmente) hanno ottenuto l'Award of Garden Merit della Royal Horticultural Society:
- Maranta leuconeura var. kerchoveana[6]
- Maranta leuconeura var. erythroneura[7]